# Legnano (azienda)
La Legnano è stata una delle più importanti case produttrici di biciclette in Italia, nota anche per aver avuto per lungo tempo una squadra sportiva ciclistica di successo, l'omonima Legnano. Fu anche costruttrice di motociclette dal 1953 al 1979. Dal 2012 il marchio "Legnano" viene gestito dall'azienda "Cicli Esperia" di Cavarzere.

## Storia

### Le origini
Le origini della Legnano sono controverse. Il primo nucleo dell'azienda sarebbe nato nel 1902, quando Vittorio Rossi cominciò a fabbricare biciclette con marchio "Lignon" nella propria officina meccanica. Poco dopo una bicicletta "Lignon" salì sul gradino più alto del podio alla "Coppa Val di Taro".
L'azienda fondata da Vittorio Rossi, la "Soc. An. Vittorio Rossi & C.", fu in seguito acquisita da Emilio Bozzi, un imprenditore milanese attivo nella componentistica di biciclette che aveva rilevato altri marchi ciclistici e che, sempre nel 1902, aveva fondando a Milano la "Emilio Bozzi & C" con l'obiettivo di produrre, questa volta, biciclette complete. Il marchio utilizzato da Emilio Bozzi per le sue biciclette era "Aurora".

### La Wolsit

Gli stabilimenti Wolsit a Legnano in via XX Settembre in un'immagine del 1912

La Franco Tosi nel 1907 ottenne la licenza di costruire in Italia biciclette Wolseley: da questo accordo, nacque la Wolsit (contrazione di "Wolseley Italiana"). All'affare partecipò anche Emilio Bozzi, che instaurò una joint venture con la Franco Tosi per la commercializzazione di biciclette Wolsit in Italia, di cui aveva l'esclusiva.
Gli stabilimenti produttivi Wolsit vennero impiantati in via XX Settembre a Legnano, lungo la ferrovia Domodossola-Milano, in un capannone della Franco Tosi. Le biciclette prodotte dalla Wolsit erano famose per la linea, per le tecniche costruttive e per l'avanzamento tecnologico.
Dal 1924 il Fascismo iniziò un'opera di forte esortazione nei confronti dell'acquisto di prodotti fabbricati da aziende italiane. Questa politica fu decisiva per la Wolsit, dato che portò ad un cospicuo incremento degli affari, con il 90% della produzione che era destinata al mercato italiano.

### La nascita del marchio "Legnano"

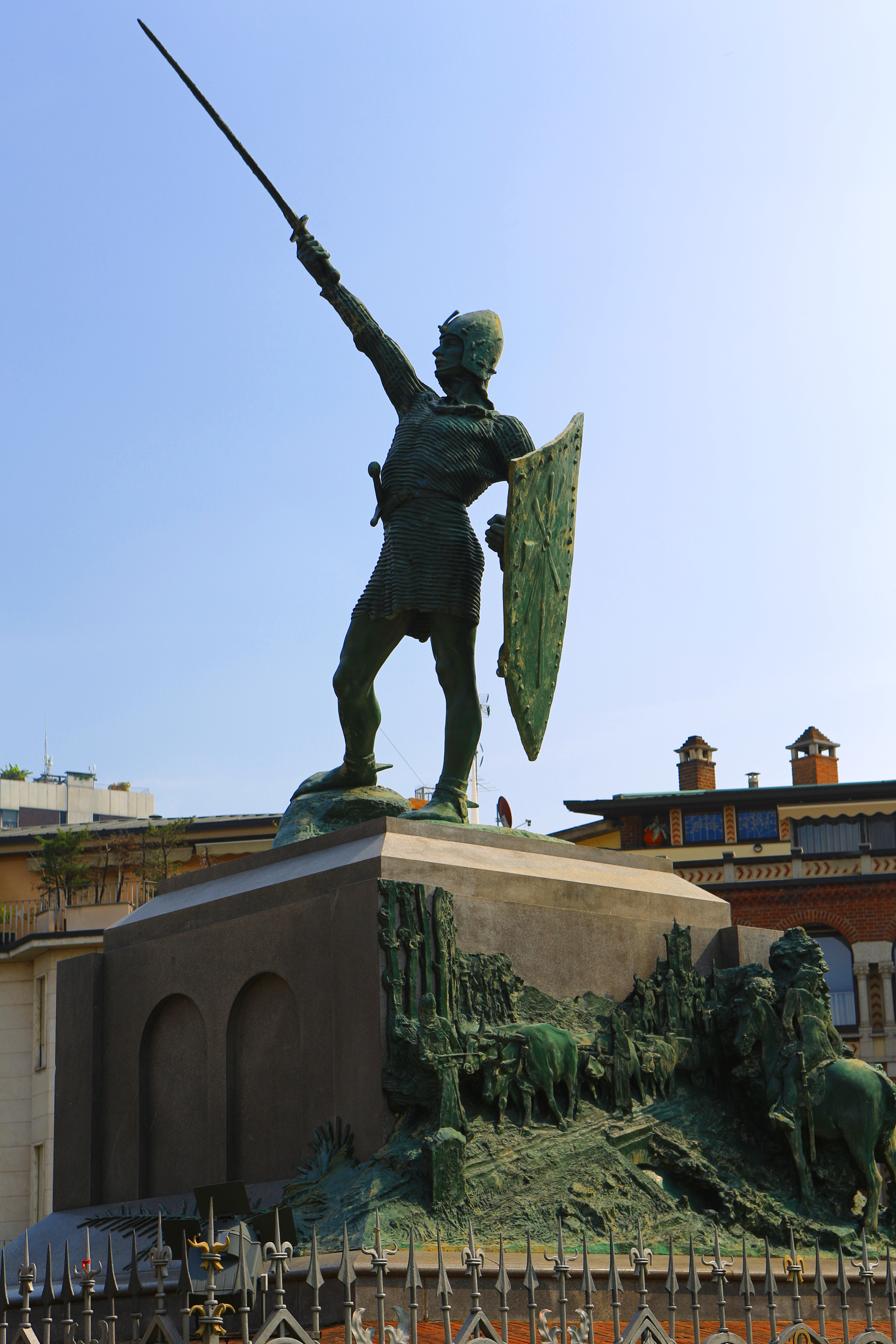
Il monumento al Guerriero di Legnano, simbolo dell'azienda e spesso erroneamente associato ad Alberto da Giussano

Nel 1927 la Wolsit cambiò nome in "Legnano", con Bozzi unico proprietario, vista la contestuale uscita della Franco Tosi dalla joint venture. Il sito produttivo fu mantenuto a Legnano in via XX Settembre, mentre come marchio aziendale venne scelta un'effigie che richiamava il monumento al Guerriero di Legnano, spesso erroneamente associato al celebre condottiero leggendario Alberto da Giussano.
In occasione del cambio di denominazione, fu predisposto un profondo aggiornamento dei modelli venduti, che coinvolse la linea e la meccanica; inoltre, la progettazione e la fabbricazione delle biciclette furono sganciate dalle Wolseley, diventando così interamente italiane.
In questi anni mutò anche il colore delle biciclette, che cambiò dall'iniziale blu al verde Legnano per poi mutare, alla fine degli anni trenta, allo storico colore ramarro. Dagli anni trenta in poi la Legnano andò incontro ad un crescente successo.
Nel 1963 fu inaugurato un nuovo sito produttivo da 22.000 m² (compresi 10.000 m² di magazzino); venne aperto lungo la strada statale 527 Bustese e sostituì lo storico stabilimento di via XX settembre, che invece occupava 12.000 m². In quegli anni la produzione annua ammontava a circa 150.000 biciclette (distribuiti in 80 modelli) e a 20.000 motocicli; i prodotti della Legnano erano venduti nel mondo in 62 Paesi.
Nel 1971, complice la crisi di vendite in quel periodo del mercato delle biciclette, lo stabilimento di Legnano - aperto poco meno di dieci anni prima - venne chiuso e le attività dell'azienda si trasferirono interamente nel sito di Milano, con la conseguente vendita dell'area industriale legnanese a una ditta produttrice di macchine utensili.

### Il declino e i cambi di proprietà
Nel corso degli anni settanta la Legnano andò incontro ad una fase di costante declino delle attività e dopo molte traversie, compreso lo stop produttivo nell'ambito dei motocicli, la proprietà del marchio passò nel 1987 all'antagonista Bianchi (all'epoca controllata dal Gruppo Piaggio), che fece proseguire la produzione delle biciclette Legnano.
Nel 1997, i marchi Bianchi e Legnano furono acquistati dal gruppo svedese Cycleurope AB, che decise di destinare il primo alle biciclette di alto livello, mentre il secondo alle biciclette meno costose. Il marchio Legnano è stato poi perduto da Bianchi, passando nel 2012 all'azienda "Cicli Esperia" di Cavarzere.

## La squadra sportiva

Gino Bartali e Fausto Coppi alla Legnano durante il Giro d'Italia 1940. In questa edizione del Giro, Bartali era caposquadra, mentre Coppi gregario.

Presente fin dalle prime edizioni del Giro d'Italia all'inizio del Novecento, la squadra ciclistica Legnano si affermò nei due decenni precedenti alla seconda guerra mondiale grazie alle vittorie di Alfredo Binda e di Gino Bartali. Sul finire degli anni trenta venne ingaggiato come dilettante anche Fausto Coppi il quale, passato professionista, vinse a sorpresa il Giro d'Italia 1940.
Nel complesso, dal 1907 al 1966, la squadra ciclistica Legnano conquistò complessivamente 7 Campionati del mondo di ciclismo su strada, 15 Campionati italiani di ciclismo su strada, 16 Giri d'Italia, 2 Tour de France, 10 Milano-Sanremo, 10 Giri del Piemonte e 14 Giri di Lombardia, aggiudicandosi, tra l'altro, 133 tappe al Giro d'Italia e facendo della Legnano una delle squadre più vincenti della storia del ciclismo.

## I prodotti

### Le biciclette
Oltre alle bici da corsa, la Legnano produsse anche bici da passeggio, mantenendo per lungo tempo inalterati i colori e le grafiche del telaio, di un particolare colore verde, il verde Legnano, a cui ancor oggi si associa il marchio italiano. Il marchio dell'azienda, che richiamava, come già accennato, il monumento al Guerriero di Legnano, nei modelli fino agli anni sessanta era realizzato in ottone e veniva affisso sul tubo dello sterzo. In seguito, il marchio in ottone fu sostituito da adesivi.

### I ciclomotori

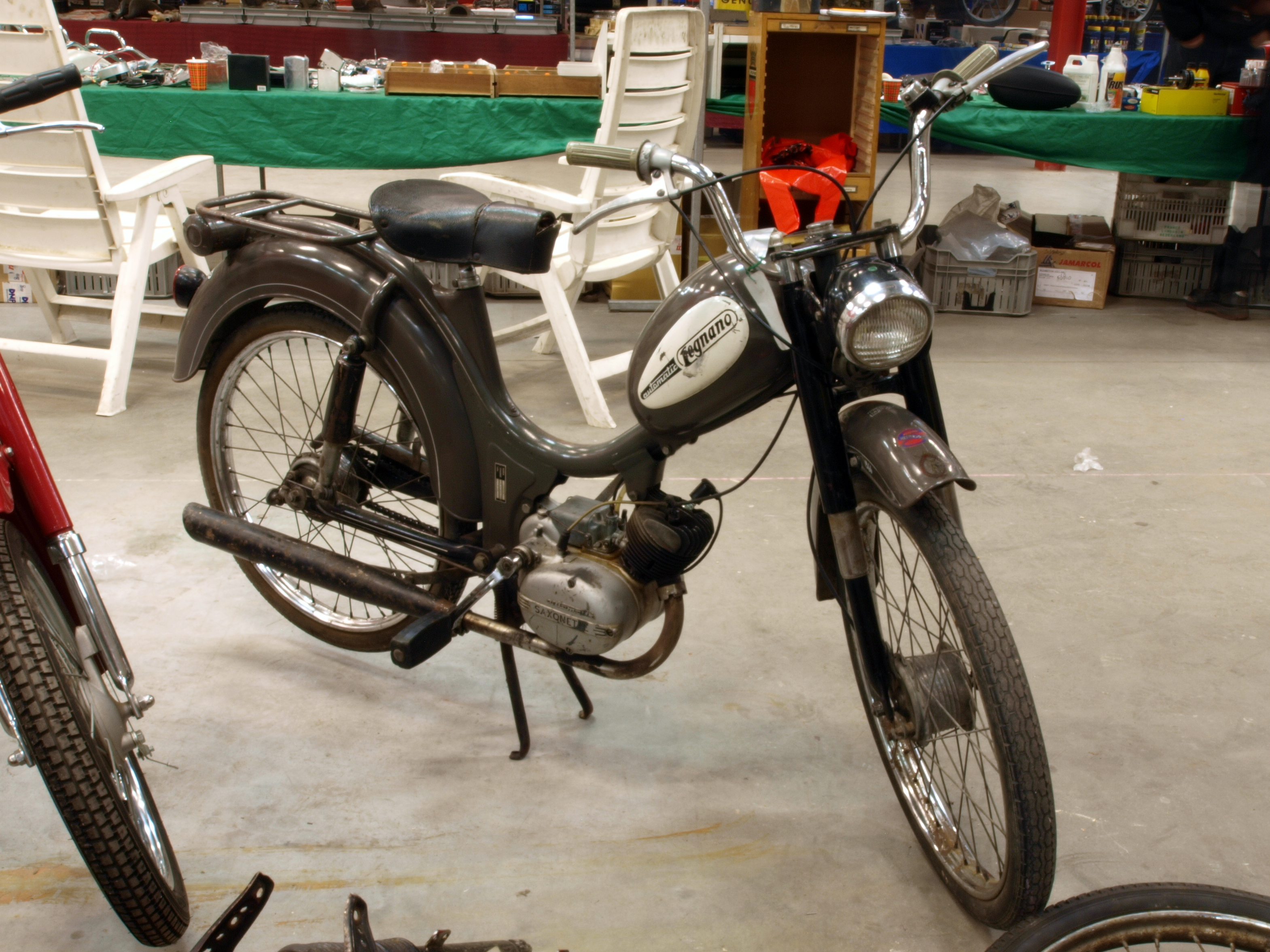
Un Legnano T118 del 1962

Alla produzione di velocipedi l'azienda affiancò quella di ciclomotori, utilizzando dapprima il marchio Wolsit, attivo dal 1910, ed in seguito producendo anche modelli col proprio nome, in particolare modelli equipaggiati di propulsori Garelli e Sachs. Questi ultimi, nei modelli utilitari "T118" e "T120", particolarmente robusti e affidabili, ebbero un notevole successo commerciale negli anni '60. Il quel decennio il marchio era ben conosciuto anche all'estero con una diffusa rete di concessionari, tanto che in Argentina fu messo in vendita con il marchio Legnano anche un modello di motocicletta prodotto localmente dalla Tehuelche, già concessionaria dei diritti di importazione.
Nella seconda metà degli anni '70 la Legnano tentò un rilancio dell'offerta ciclomotoristica approntando una gamma dotata di motori Minarelli e composta da modelli utilitari monomarcia e modelli sportivi da strada e da fuoristrada a 4 e 6 marce, principalmente realizzati dalla Velomotor Testi di San Lazzaro di Savena (BO) e con piccole modifiche, commercializzati con marchio Legnano. L'operazione di rilancio non diede risultati apprezzabili e la produzione della Legnano nel settore dei ciclomotori ebbe termine nel 1979.